# Symfoni nr 41 (WA Mozart)
Symfoni nr 41 i C-dur, K. 551, komponerades av Wolfgang Amadeus Mozart år 1788 och blev hans sista verk i genren. Den kallas ofta Jupitersymfonin.
Symfonin har fyra satser:
1. Allegro vivace
2. Andante cantabile
3. Menuetto: Allegro
4. Finale: Allegro molto.